# Dendrochirus
Dendrochirus je rod mořských ryb z čeledi ropušnicovití. Česky nese jméno perutýn, jež je však sdíleno i rodem Pterois. Tyto ryby pocházejí z Indického a Tichého oceánu.

## Systematika
Rod Dendrochirus popsal anglický přírodovědec William John Swainson r. 1839. V rámci vědecké systematiky je zařazen do tribu Pteroini, podčeledi Scorpaeninae a do čeledi Scorpaenidae.
Blízkou příbuznost sdílí s rodem Pterois, přičemž druhy z obou rodů jsou někdy sdružovány v rámci rodu jediného. Vědecké pojmenování vychází z řeckého „dendro“, což znamená „strom“, a „cheirus“, což znamená „ruka“.

## Druhy
| České jméno           | Latinské jméno            | výskyt                                                                              |
| --------------------- | ------------------------- | ----------------------------------------------------------------------------------- |
| perutýn očkatý        | Dendrochirus biocellatus  | Indický oceán, západní Pacifik                                                      |
| perutýn zebrovitý     | Dendrochirus zebra        | západní Pacifik a Rudé moře                                                         |
| perutýn krátkoploutvý | Dendrochirus brachypterus | Indický oceán, západní Pacifik a Rudé moře                                          |
| perutýn maskovaný     | Dendrochirus barberi      | východní část středního Pacifiku                                                    |
| perutýn pohledný      | Dendrochirus bellus       | Jihočínské moře severně od poloostrova Boso, tichomořské pobřeží středního Japonska |
| -                     | Dendrochirus hemprichi    | západní Indický oceán                                                               |
| -                     | Dendrochirus koyo         | Japonsko                                                                            |
| -                     | Dendrochirus tuamotuensis | soouostroví Tuamotu                                                                 |

## Charakteristika
Pro rod Dendrochirus je typické, že jeho zástupci mají 13 tvrdých paprsků a 9 nebo 10 měkkých paprsků v hřbetní ploutvi a 3 tvrdé paprsky a 5 nebo 6 měkkých paprsků v řitní ploutvi. Spodní čelist není pokryta žádnými hřebeny, ostny ani šupinami. Prsní ploutve nesou mezi 17 a 19 paprsky, ve středu rozvětvenými. Velikost těla se různí od 4,5 cm u D. koyo po 25 cm D. zebra.